# マリツァ川
マリツァ川あるいはエヴロス川（ブルガリア語: Марѝца、古代ギリシア語: Ἕβρος、ギリシア語: Έβρος、トルコ語: Meriç）とは、バルカン半島最長で480 kmの長さを持つ河川である。

## 概要
川の起源はブルガリア西部のリラ山地に由来し、バルカン山脈とロドピ山脈の間を南東方向に流れ、プロヴディフ、パルヴォマイを経て、スヴィレングラードの東方でギリシャへと抜け、トルコとの国境を経てエディルネへと至る。エディルネでは川の両岸がトルコ領となるが、川が南に流れるようになるとすぐに再びギリシャとの国境を流れ、エーゲ海へと至る事となる。トルコがこの川の西側に持つ領土はエディルネの対岸の僅かな部分のみである。エネズ附近でエーゲ海に注ぐが、この近辺では三角州が形成されている。三角州一帯には汽水のラグーン、淡水の湿地、湖沼および海岸の塩性湿地と干潟などの地形があり、1975年にラムサール条約登録地となった。植生は塩生植物の群落が優勢であるが、河畔林も見られる。
トゥンジャ川とアルダ川が主要な支流である。また下流ではブルガリア・ギリシャ国境であり、ギリシャ・トルコ国境の大部分を占めている。上流のマリッツァ川の谷は東西の古くからの交通路となっている。水運が通れないこの川は発電や灌漑にも使われている。
流域の主要な町としては、ブルガリアではパザルジク、プロヴディフ、パルヴォマイ、ディミトロフフラード、スヴィレングラードが、トルコではエディルネ、エネズが、ギリシャではカスタニス、ピティオン、ディディモティホ等が挙げられる。川には多くの橋が架けられており、スヴィレングラードの物や、エディルネのギリシャ国道2号線との橋が特に有名である。

## 歴史
古代、マリツァ川はヘブロス川として知られていた。伝説でオルペウスはトラキアの女たちによって八つ裂きにされてヘブロス川に投げ込まれたと伝えられる。
1371年、この川はマリツァの戦いの戦場となり、オスマン帝国がセルビア帝国に勝利を収めている。

## 人口流入
マリツァ川は欧州連合の国々への不法移民の3/4程度が通る場所となっている。2010年には12万人以上の移民や政治的亡命希望者がギリシャへと流入し、うち4万人以上がこの川の周辺を通ってきた。アジアやアフリカの移民は、イタリアとスペインがその伝統的な交易路を封鎖する合意をして以降、この川を欧州連合の国々に至る為に通る道として使い始めている
。

## 支流
上流から順に、左支流、右支流分けて合流地点とともに記す。
- 左支流
  - トポルニツァ川（英語版）（パザルジク附近）
  - ルダ・ヤナ川（英語版）（オグニャノヴォ（英語版）附近）
  - ストゥリャマ川（英語版）（サドヴォ（英語版）附近）
  - サズリヤカ川（英語版）（シメオノフグラード（英語版）附近）
  - トゥンジャ川（エディルネ）
  - エルゲン川（英語版）（イプサラ（英語版）附近）

- 右支流
  - チェピン川（ブルガリア語版）（セプテムヴリ附近）
  - ヴァチャ川（英語版）（スタンボリスキ附近）
  - チェペラレ川（英語版）（サドヴォ附近）
  - ハルマンリ川（ブルガリア語版）（ハルマンリ）
  - アルダ川（エディルネ）
  - エリスロポタモス川（英語版）（ディディモティホ附近）

## 洪水

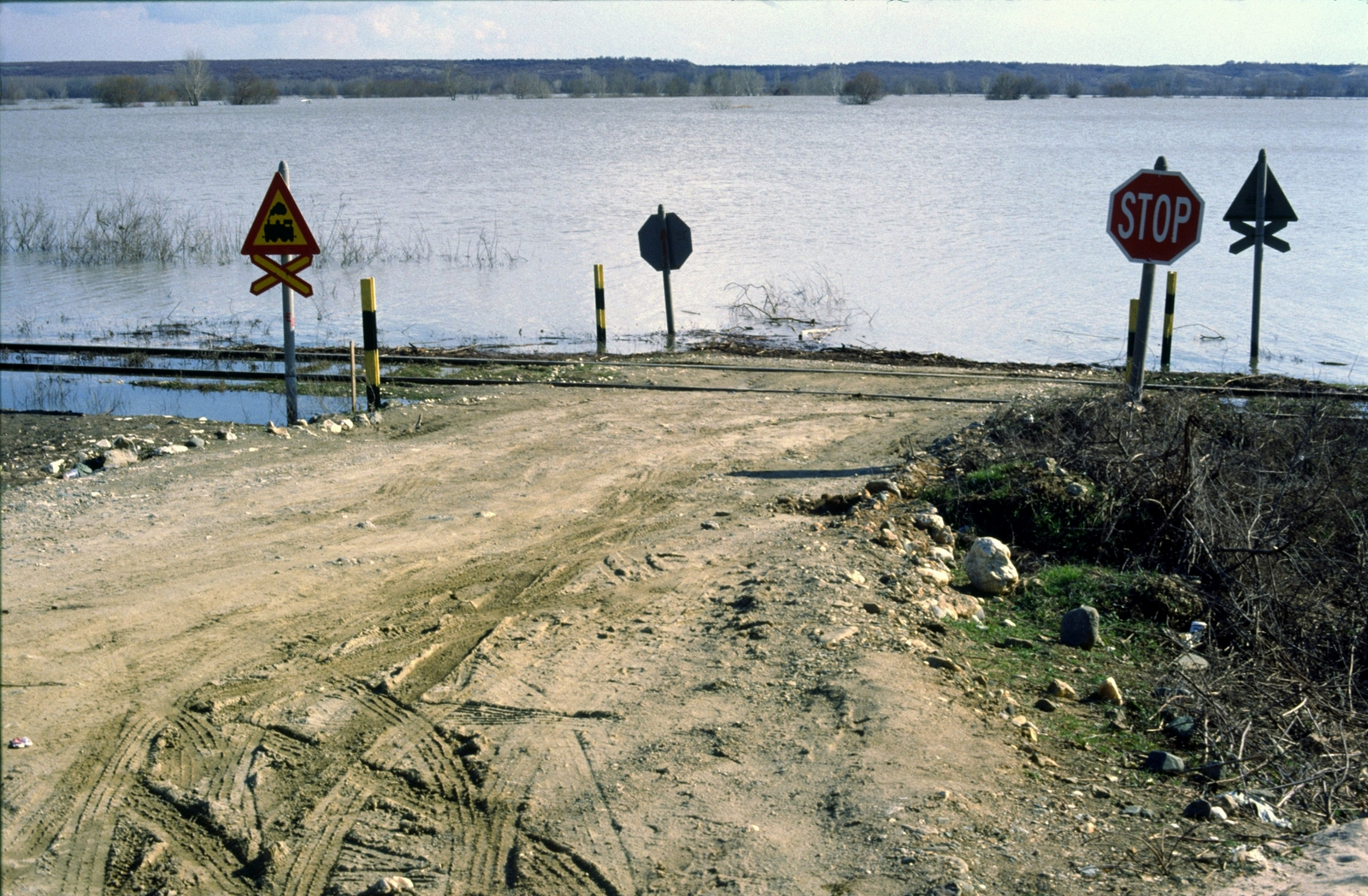
2005年3月の洪水、ギリシャ側のラヴァラ附近

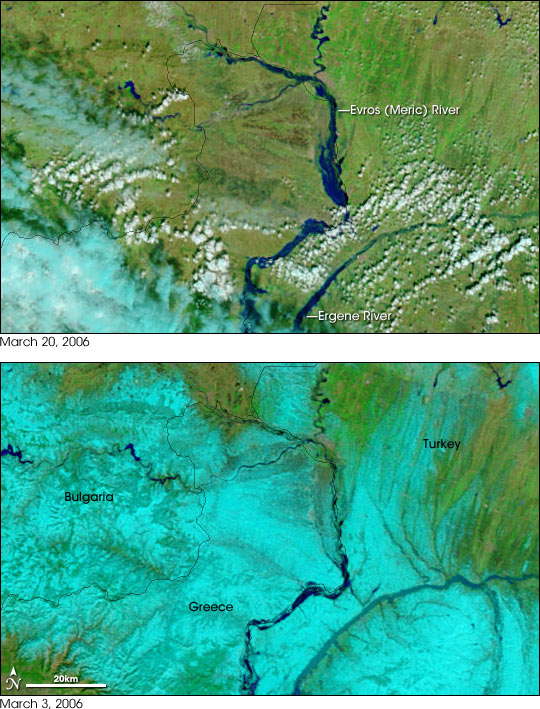
2006年の洪水の衛星画像

マリツァ川の下流、ギリシャ・トルコ国境では洪水が頻発する。毎年四か月程、低地では川が氾濫している。これによって農業生産やインフラは大きな損害を受け、経済的に大きな打撃を与えており、その被害総額は数億ユーロと見積もられている。 
昨今の大きな洪水は2006年と2007年に発生した。その理由はある程度明らかになっており、気候変動による多雨、ブルガリア国内での流域の森林破壊、氾濫原での土地利用の増加、周辺三カ国での連絡困難、等が挙げられている。

## 影響
南極のサウス・シェトランド諸島にあるリヴィングストン島にあるマリツァ山の名はこの川の名前から取られている。
ラ・マリッツァと言う曲がJ Renard- P. Delanoe作詞、シルヴィ・ヴァルタン歌唱で1968年に出ている。(邦題：想い出のマリッツァ)
火星にあるヘブロス谷もこの川から名を取っている。

## 画像

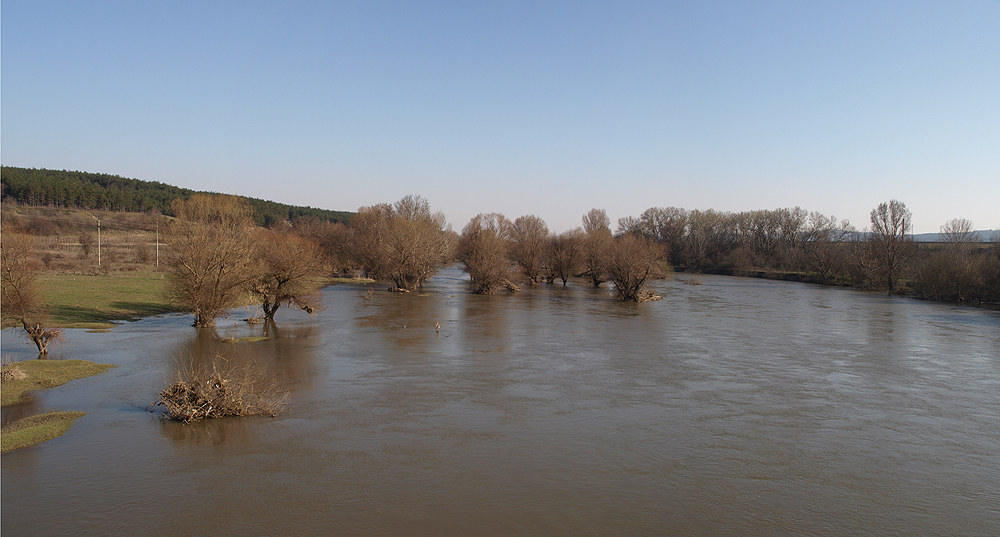
ハルマンリでの春の増水
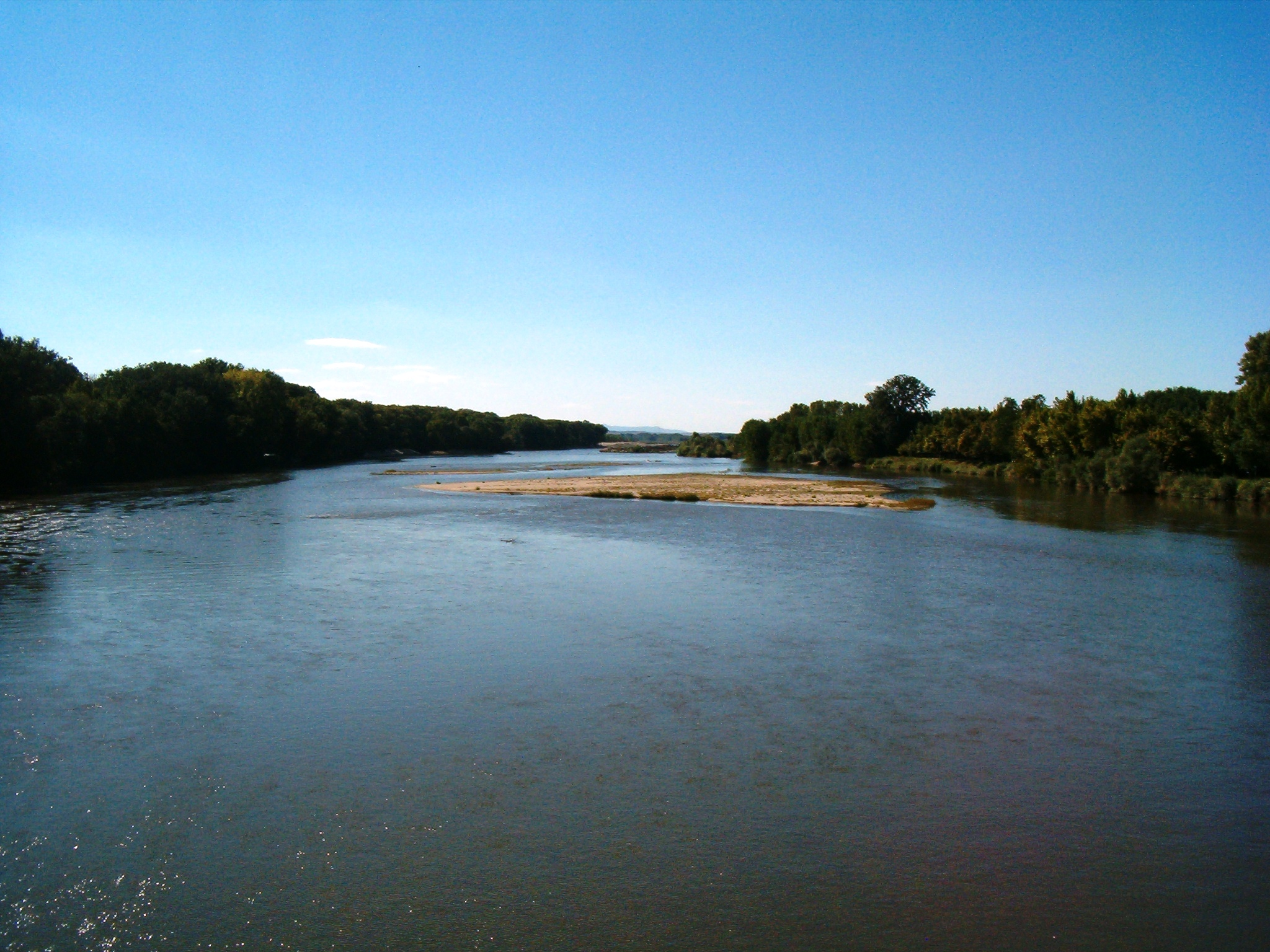
エディルネでのマリツァ川